# Ботанічний сад Гентського університету

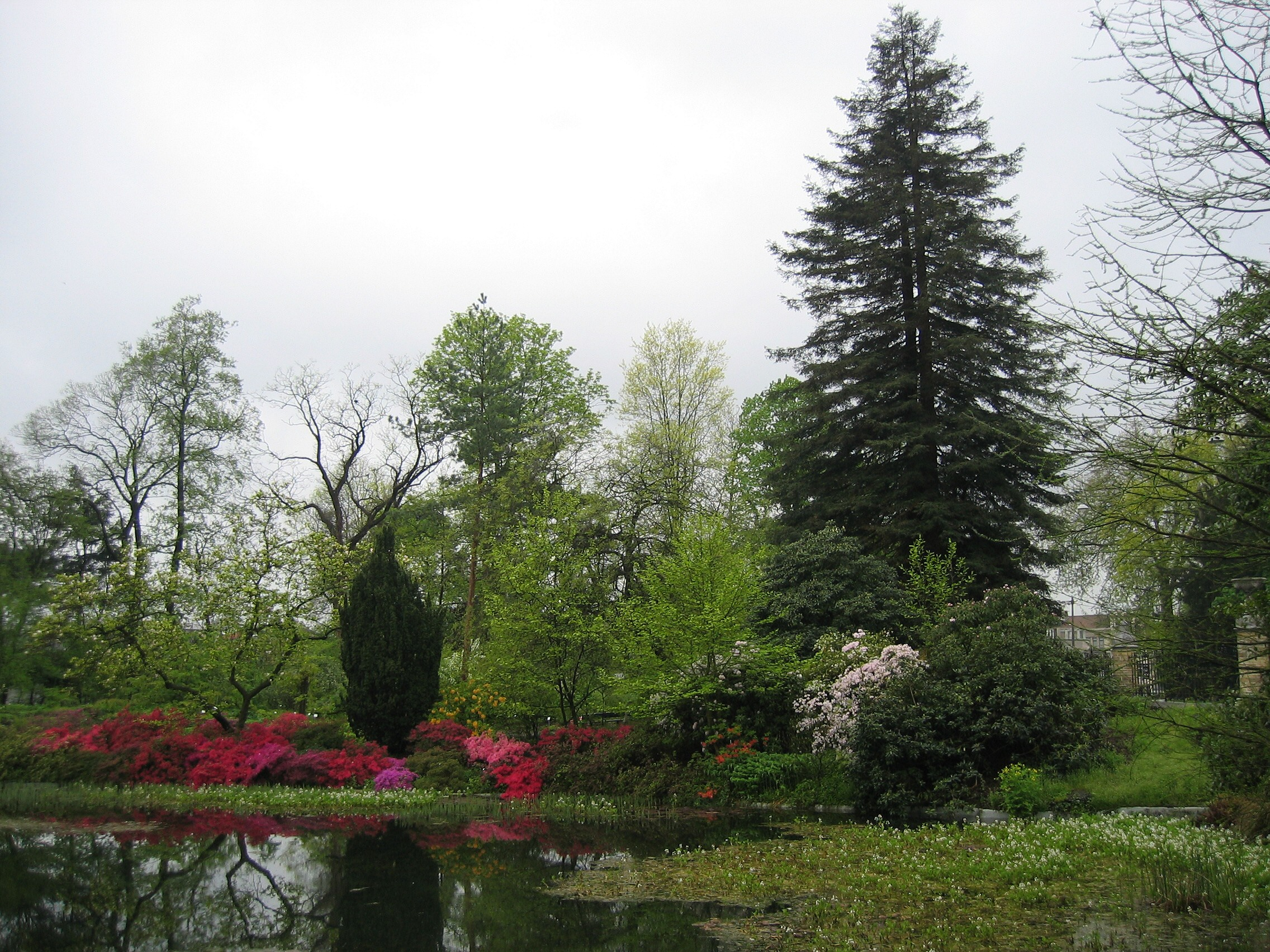
Дендрарій і ставок

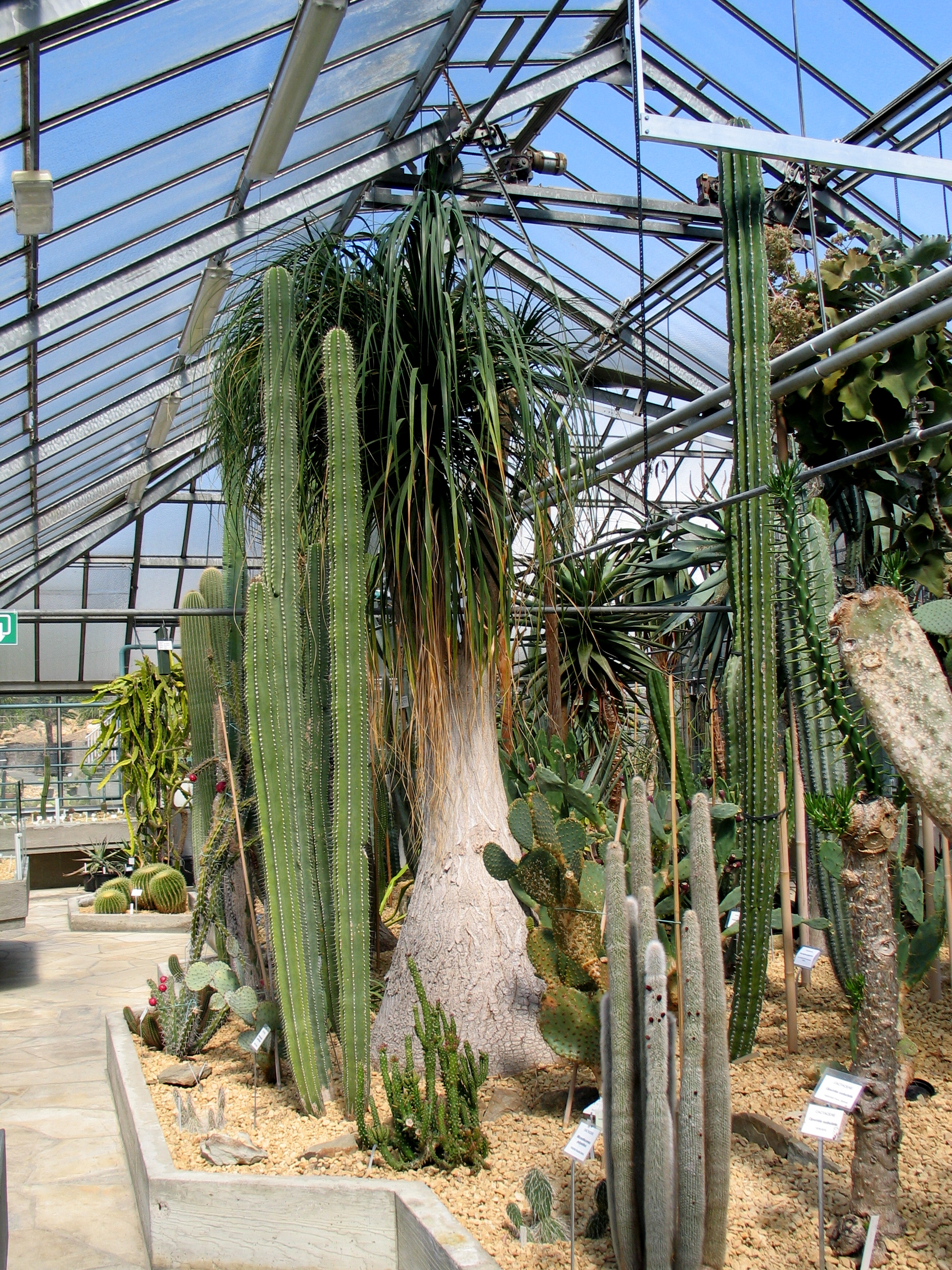
Оранжерея

Ботанічний сад Гентського університету (нід. Plantentuin Universiteit Gent) — ботанічний сад у місті Гент (Східна Фландрія, Бельгія).

## Колекція
Ботанічний сад розташований поруч з тренувальним комплексом на краю парку Цитаделі. На площі 2,75 га розмістилися понад 10 тисяч видів рослин.
Ботанічний сад включає в себе дендрарій, середземноморський відділ, систематичну частину, субтропічну і тропічну оранжереї, оранжерею сукулентів і оранжерею Вікторії з водними рослинами (Victoria amazonica і Victoria cruziana). Ботанічний сад також має гербарій і банк насіння.

## Галерея

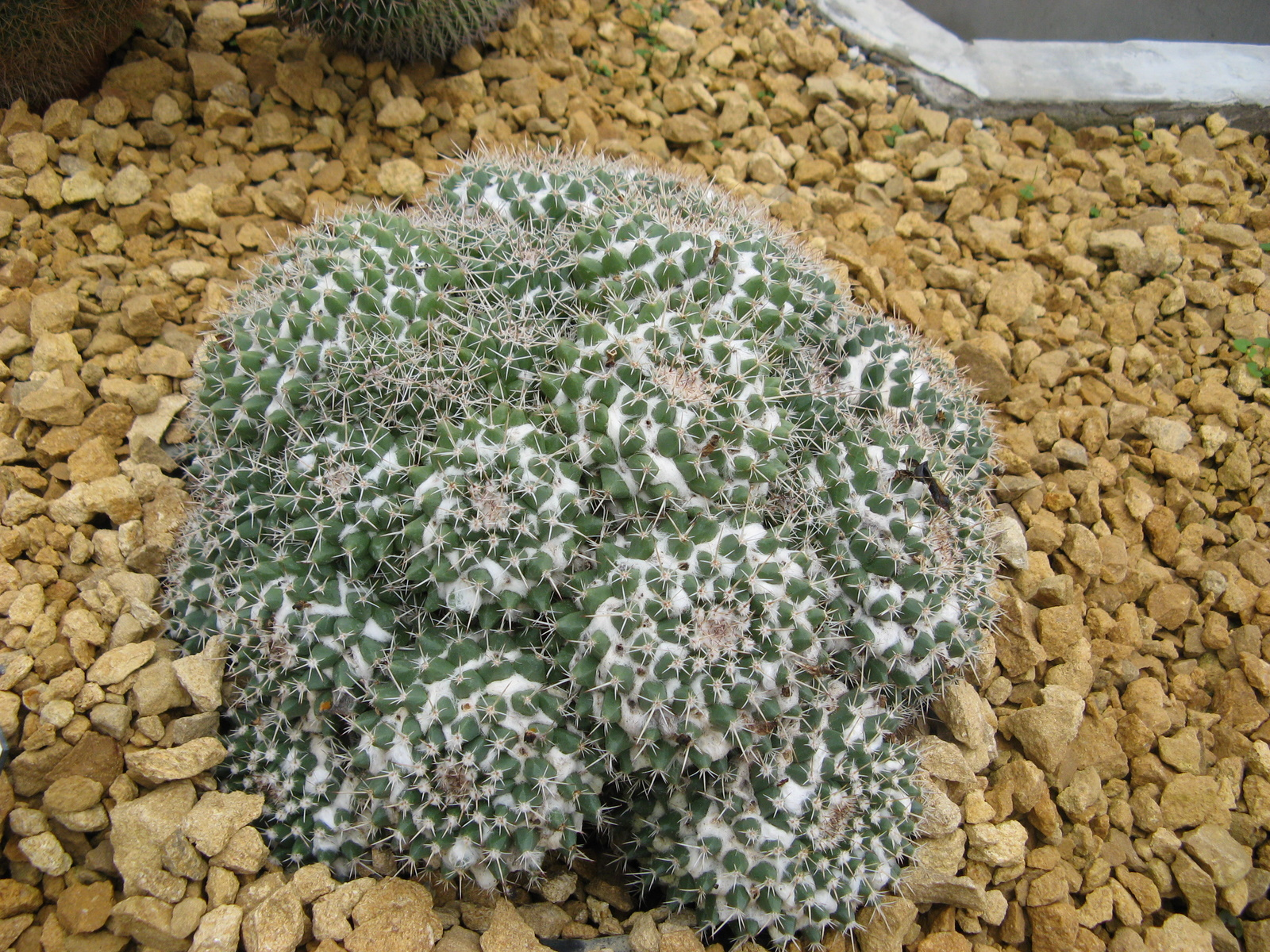
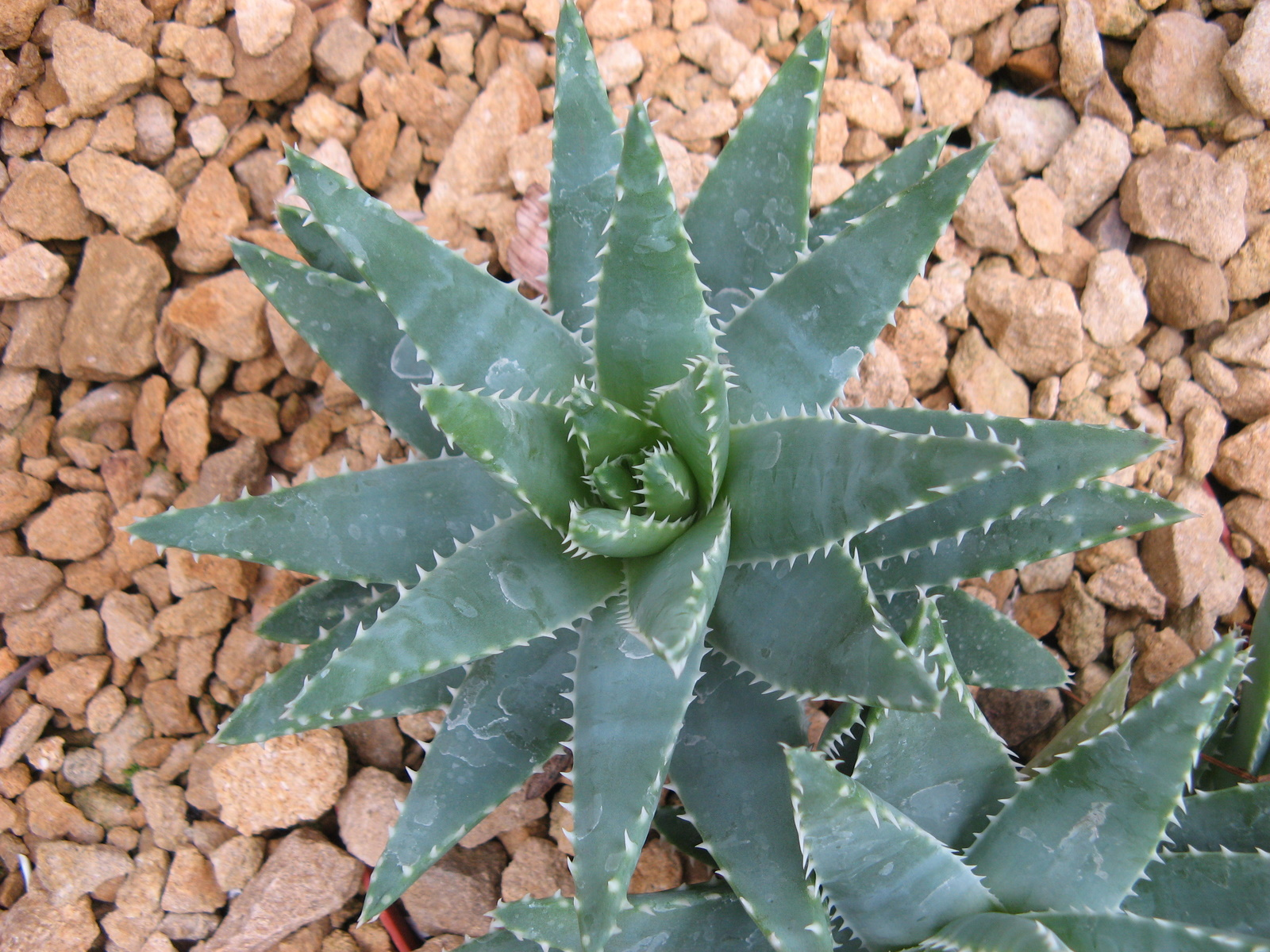
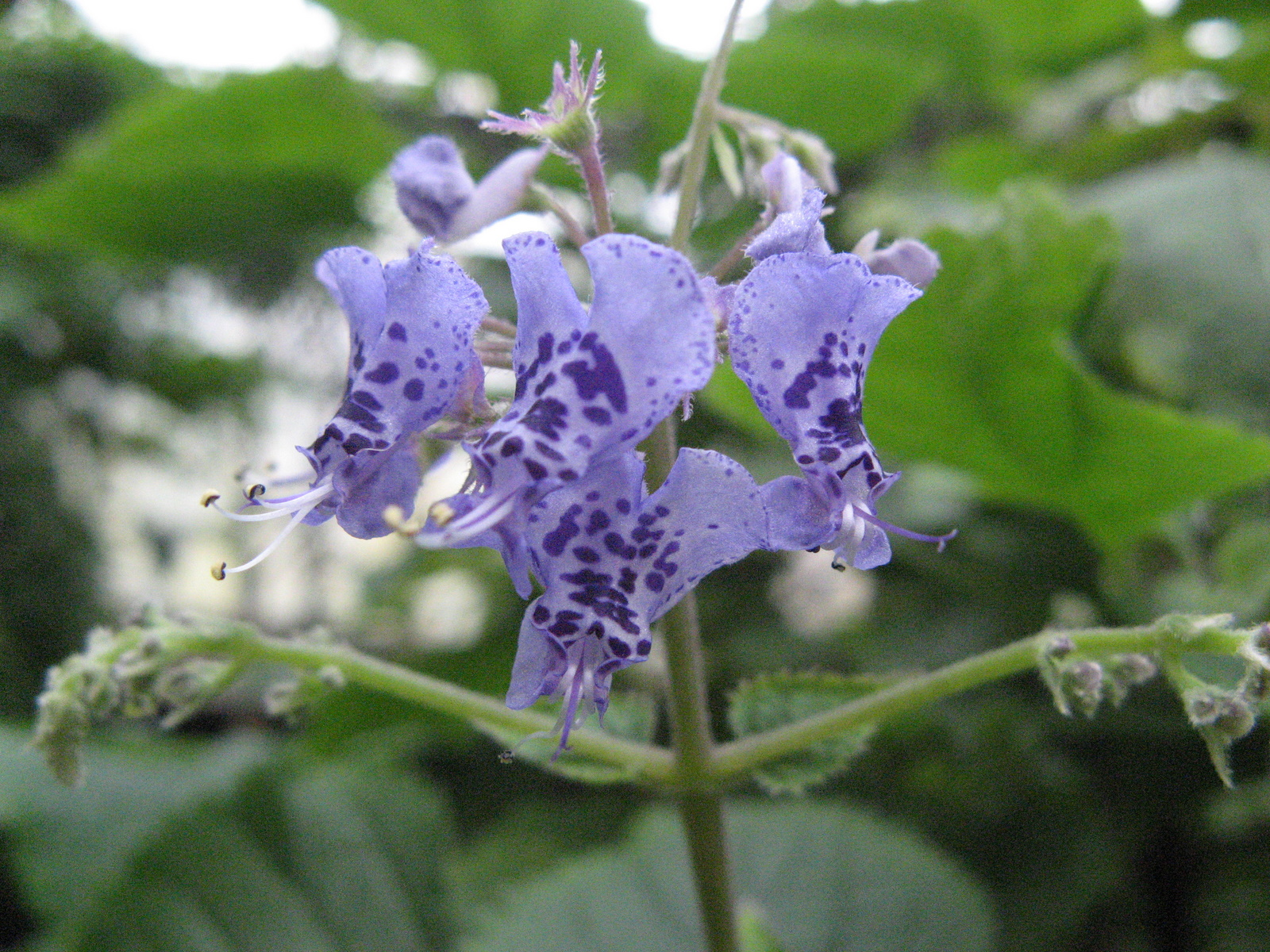
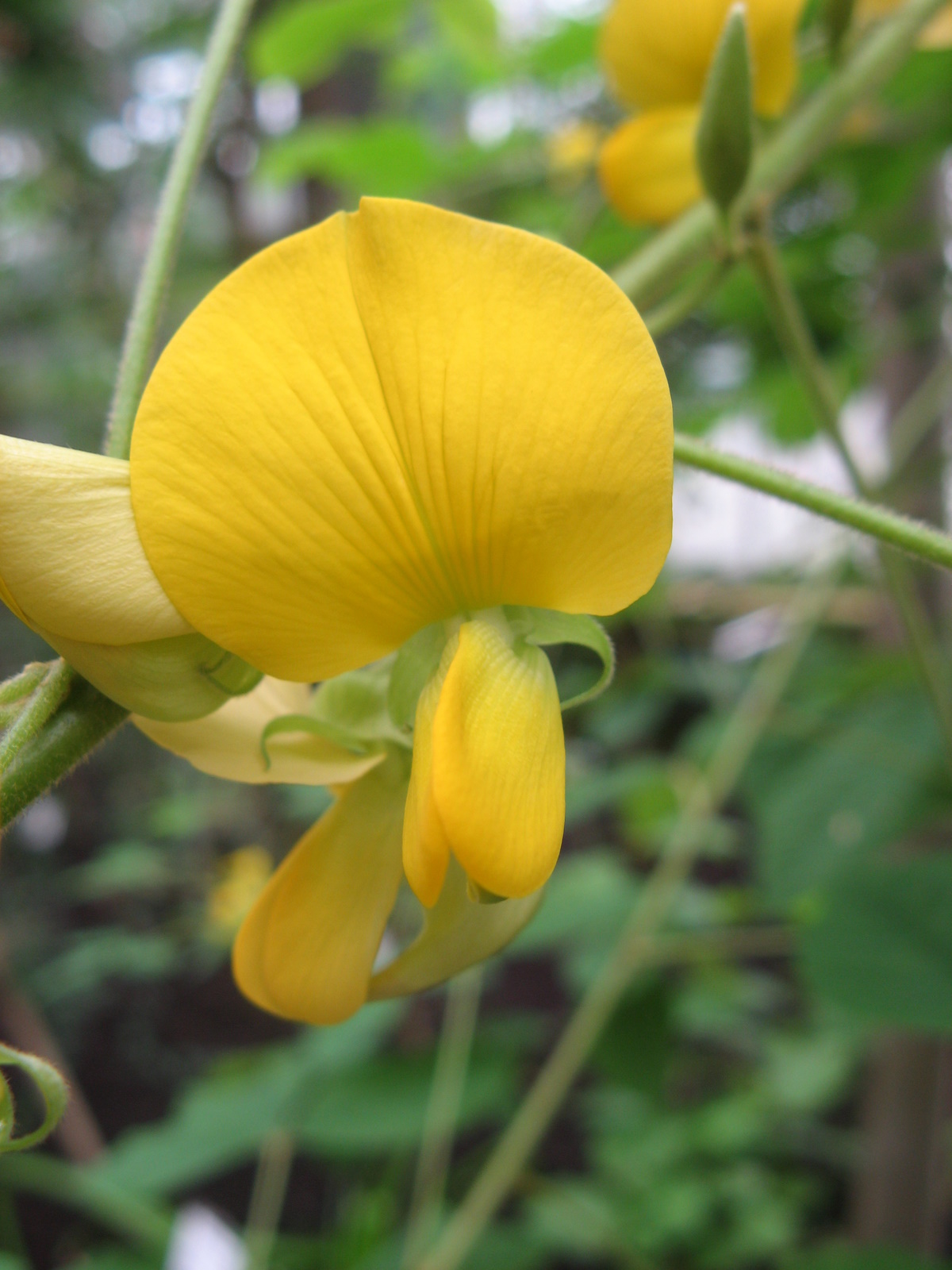
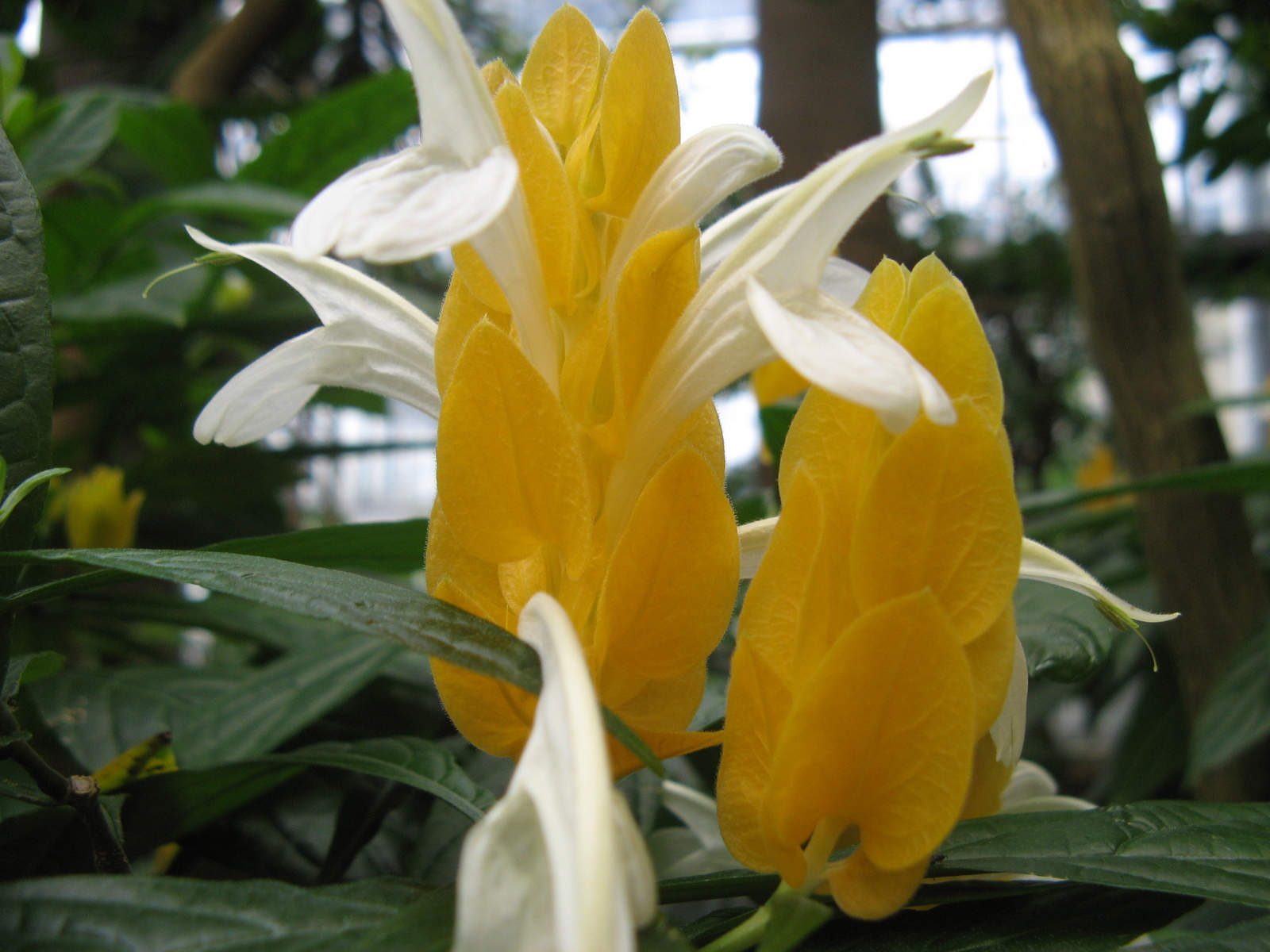
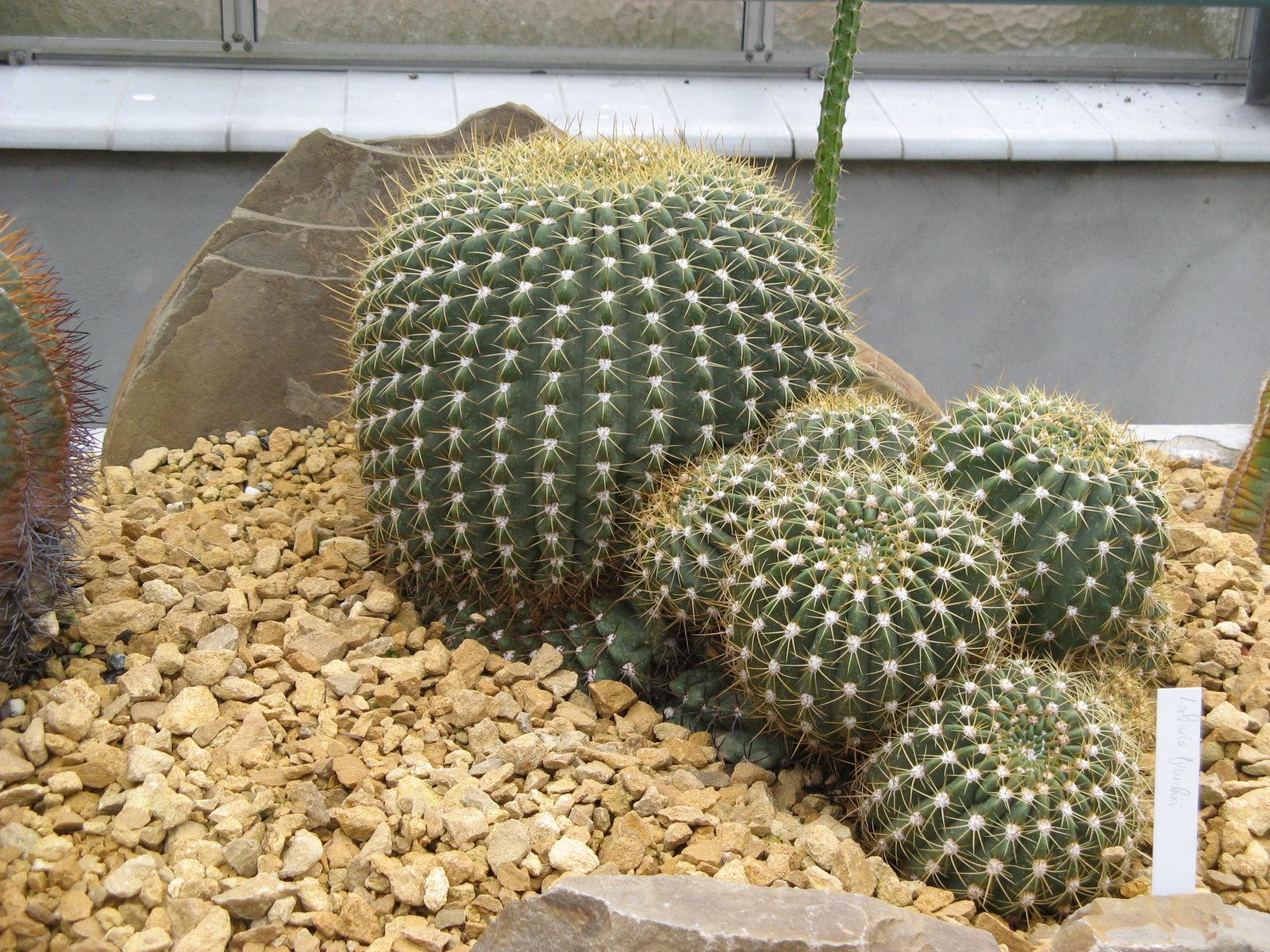
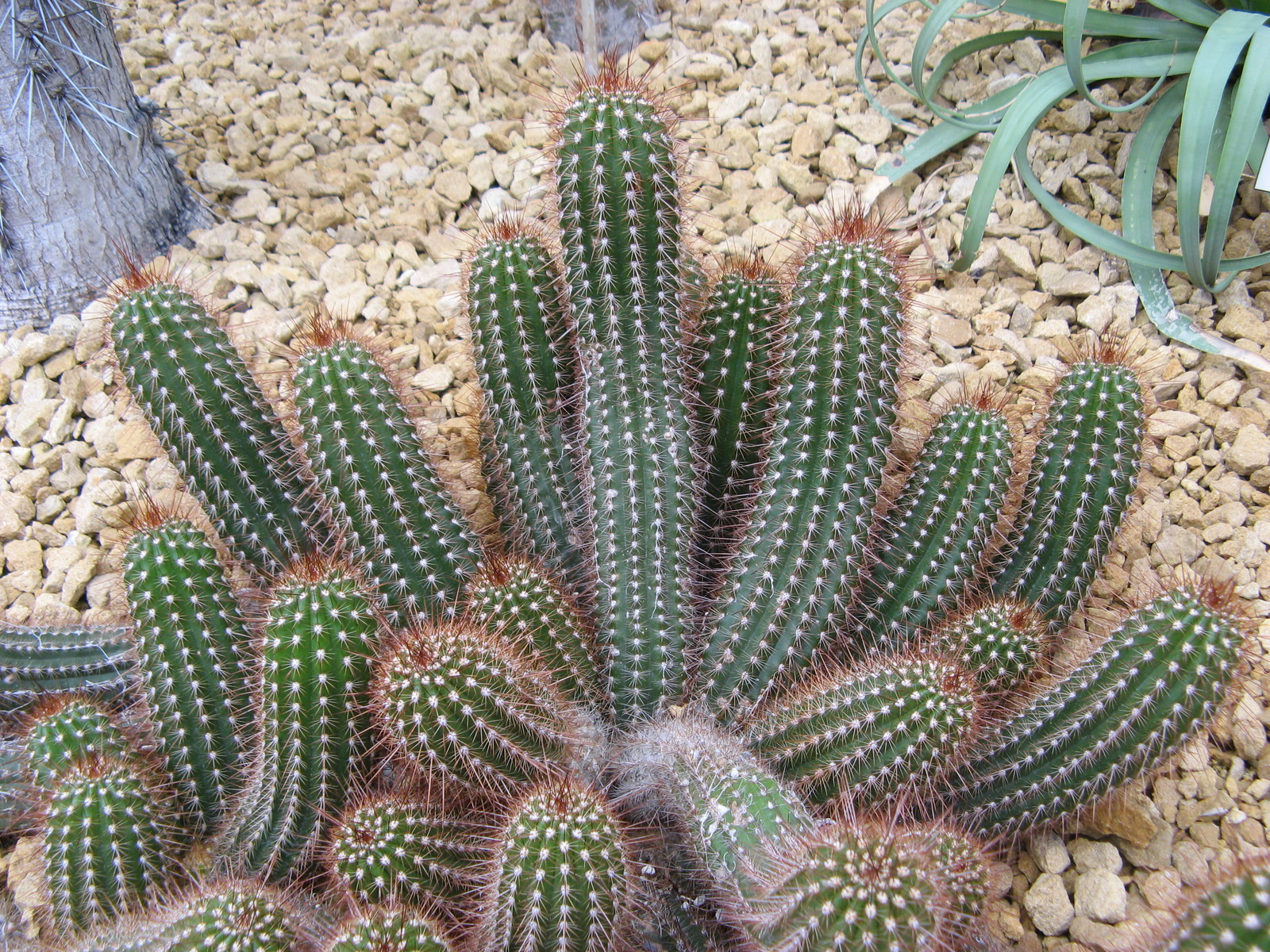
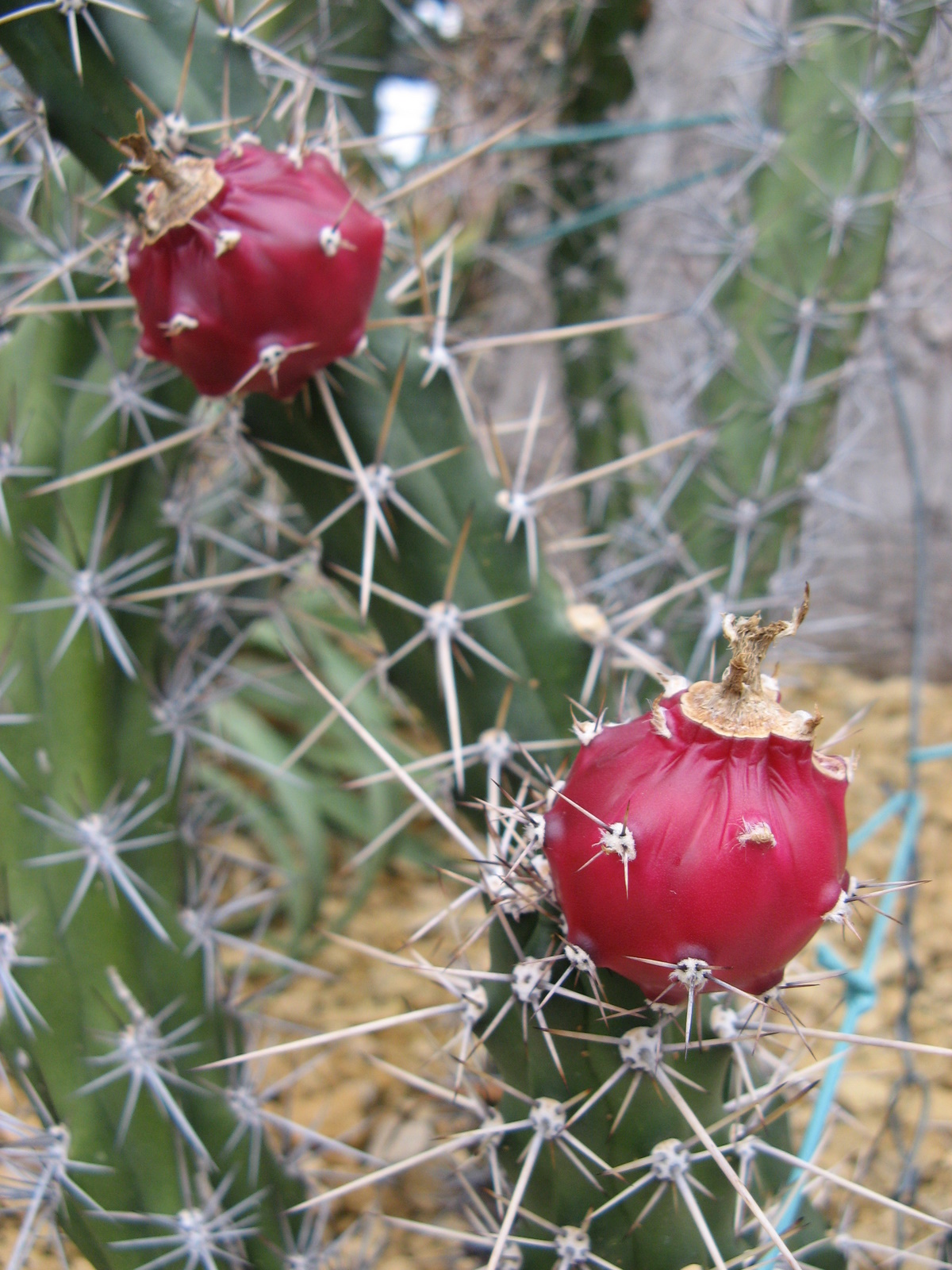
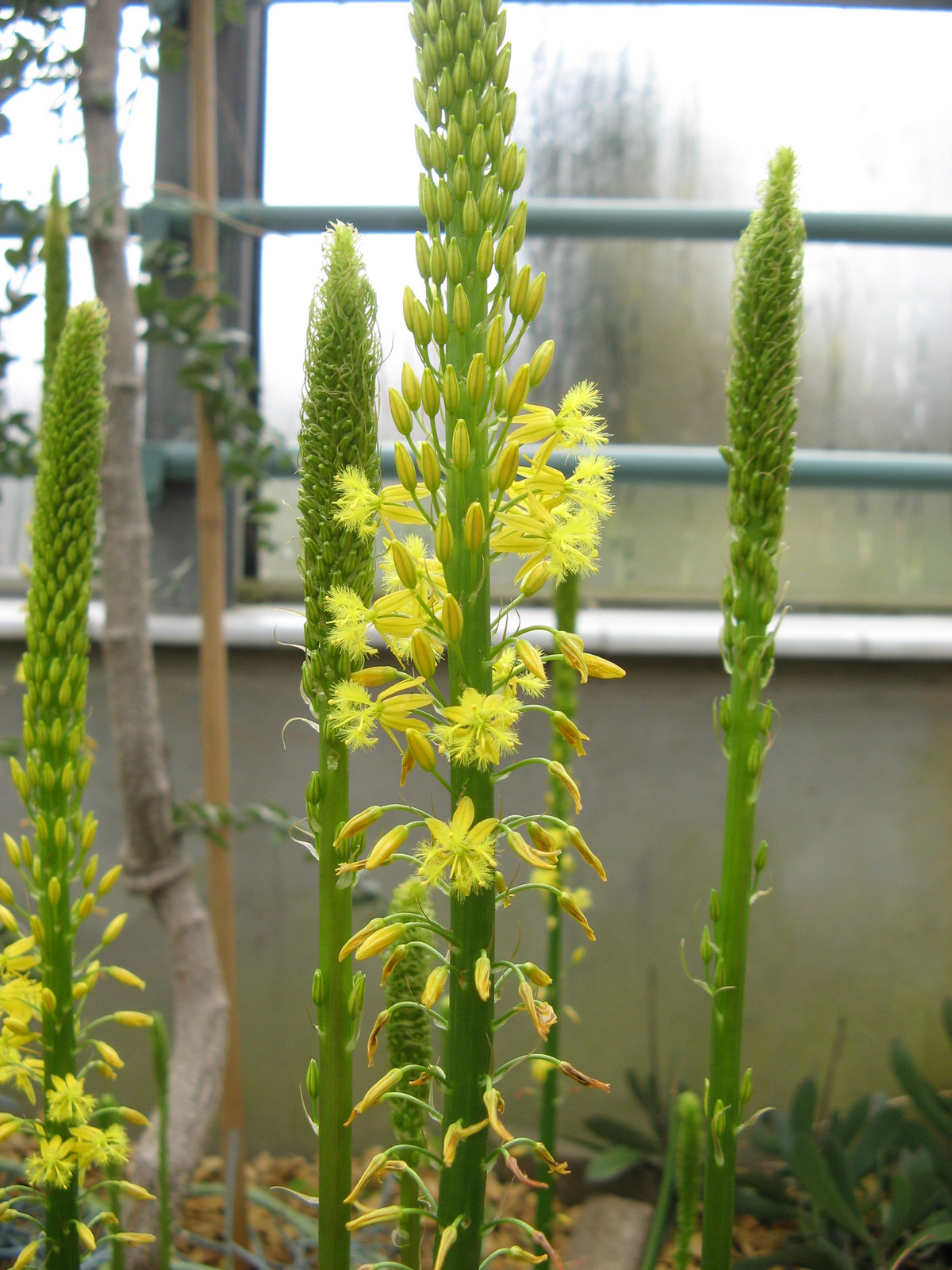
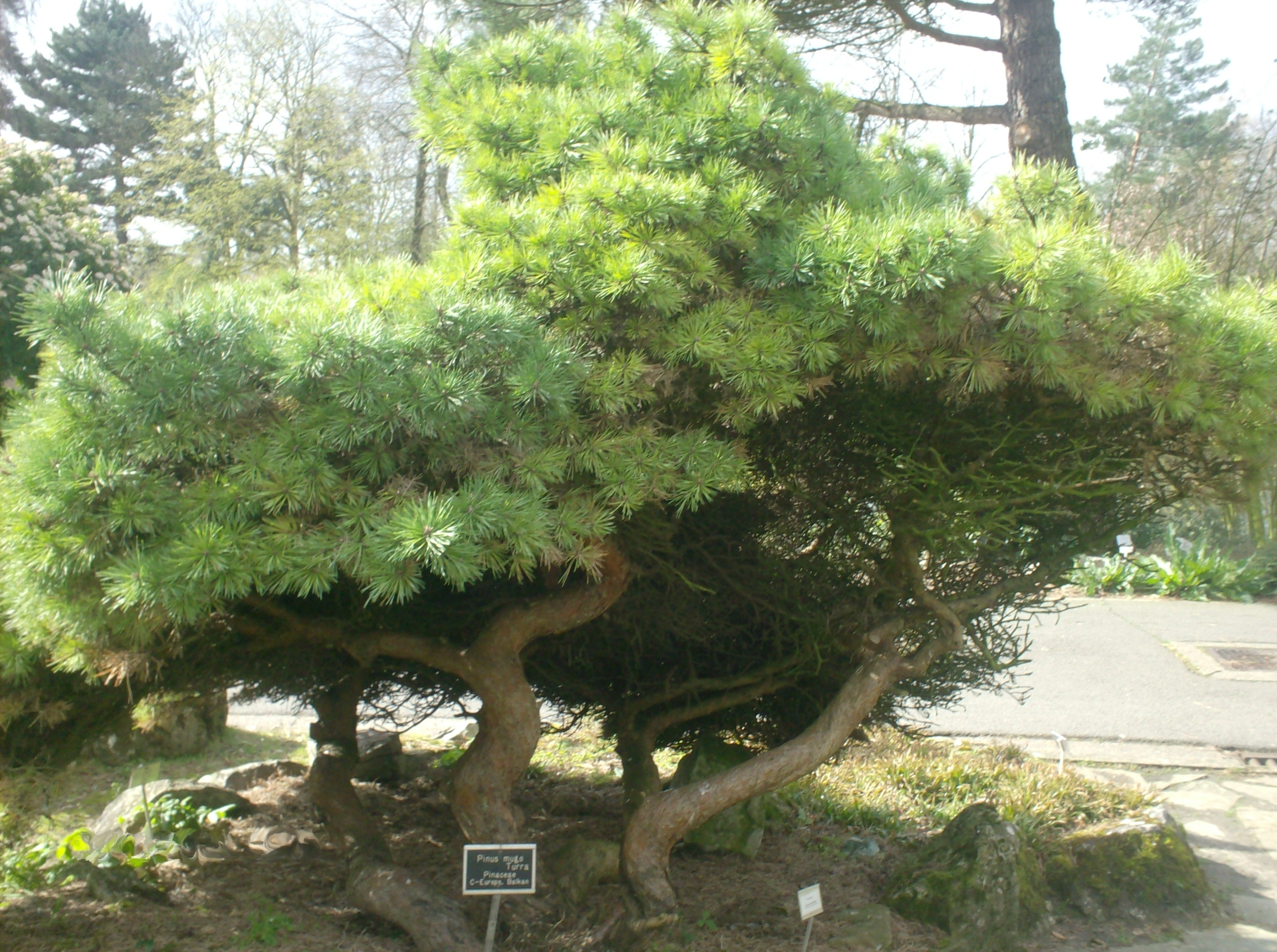
Сосна гірська